# Langhiense
| Era Eratema | Período Sistema | Época Serie | Subépoca Subserie   | Edad Piso                   | Inicio, en millones de años |
| ----------- | --------------- | ----------- | ------------------- | --------------------------- | --------------------------- |
| Cenozoico   | Cuaternario     | Cuaternario | Cuaternario         | Cuaternario                 | 2,58                        |
| Cenozoico   | Neógeno         | Plioceno    | Tardío / Superior   | Piacenziense Piacenziano    | 3,60                        |
| Cenozoico   | Neógeno         | Plioceno    | Temprano / Inferior | Zancliense Zancliano        | 5,33                        |
| Cenozoico   | Neógeno         | Mioceno     | Tardío / Superior   | Messiniense Mesiniano       | 7,25                        |
| Cenozoico   | Neógeno         | Mioceno     | Tardío / Superior   | Tortoniense Tortoniano      | 11,62                       |
| Cenozoico   | Neógeno         | Mioceno     | Medio               | Serravalliense Serravaliano | 13,82                       |
| Cenozoico   | Neógeno         | Mioceno     | Medio               | Langhiense Langhiano        | 15,98                       |
| Cenozoico   | Neógeno         | Mioceno     | Temprano / Inferior | Burdigaliense Burdigaliano  | 20,45                       |
| Cenozoico   | Neógeno         | Mioceno     | Temprano / Inferior | Aquitaniense Aquitaniano    | 23,04                       |
| Cenozoico   | Paleógeno       | Paleógeno   | Paleógeno           | Paleógeno                   | 66,00                       |

El Langhiense o Langhiano es el tercer piso y edad del Mioceno en la escala temporal geológica. Sucede al Burdigaliense y precede al Serravalliense. Se inició hace unos 15,98 millones de años y terminó hace unos 13,82 millones de años. Junto al Serravalliense forma la subserie/subépoca Mioceno Medio.
El piso Serravalliense se introdujo en la estratigrafía por el geólogo italiano Lorenzo Pareto en 1865. Fue nombrado por los montes Langhe al norte de Ceva, en el norte de Italia.
El Langhiense es coetáneo con el Orleaniense y el Astaraciense (pisos continentales regional europeos), más precisamente: con las biozonas MN5 y MN6 (MN6 comienza justo debajo del límite Langhiense-Serravalliense), con la parte superior del Hemingfordiano a mediados del Barstoviano (edades mamífero de America del Norte), con mediados de Reliziano al Luisiano en los pisos regionales de California (el Luisiano se extiende casi hasta principios Serravalliense), con el Badeniano temprano a medio (piso regional del Paratetis de Europa Central y Oriental), con el piso regional Tozawan en Japón (que abarca apenas hasta principios Serravalliense), con el obsoleto Batesfordiense a través del Balcombiense a principios del Bairnsdaliense (pisos regionales de Australia) y con la mitad del Cliffdeniense a mediados del Lillburniense en Nueva Zelanda.

## Sección estratotipo y punto de límite global
La sección estratotipo y punto de límite global (GSSP) para la base del Serravalliense y, por tanto, del Mioceno Medio, se encuentra en la sección playa de la Vedova Baja, en un acantilado costero cerca de Ancona (Italia). Se caracteriza por estar muy próximo al techo del cron de polaridad magnética C5Cn.1n. El piso y el estratotipo de la base fueron aceptados por la Comisión Internacional de Estratigrafía y ratificados por la Unión Internacional de Ciencias Geológicas en mayo de 2023.
El techo del Langhiense se define por el GSSP de la base del Serravalliense, caracterizado por las última aparición del nanofósil calcáreo Sphenolithus heteromorphus y está asociado con el la parte más reciente del cron C5ACn.